# 柴基夫卡 (拉多梅什利區)
50°31′59″N 29°2′46″E / 50.53306°N 29.04611°E
柴基夫卡（烏克蘭語：Чайківка）是位於烏克蘭北部日托米爾州裏日托米爾區的村莊，面積2.54平方公里，2001年人口772，人口密度每平方公里304.3人。